# Румънски въоръжени сили в Руско-турската война (1877 – 1878)
Румънските въоръжени сили са спомагателен участник в Руско-турската война (1877 – 1878).

## Организация, състав и въоръжение
Румънските въоръжени сили са организирани според Ландверната система заимствана от Прусия. През есента на 1876 г. Румъния разполага с армия за военни действия от 56 000 войника. Състои се от:
- Постоянна армия: 8 Пехотни полка, 4 Стрелкови батальона, 2 Хусарски полка (рошиори), Инженерен батальон, Батальон пожарникари, пехотни и конни жандарми. Общо 20 000 офицери и войници и 3500 кавалеристи.
- Териториална армия: 33 Пехотни батальона, 33 ескадрона и 33 батареи. Формира се от пехотни войници (доробанци) и доброволци конни войници, които се снабдяват и поддържат кон за своя сметка (калараши). Общо 32 000 офицери и войници.
- Милиция
- Опълчение
- Национална гвардия

Военните сили по своята структура са:
- Пехотен полк
- Пехотна бригада от два пехотни полка
- Кавалерийска бригада от два кавалерийски полка
- Пехотна дивизия от две пехотни бригади
- Кавалерийска дивизия от две кавалерийски бригади
- Армейски корпус от две пехотни дивизии, кавалерийска дивизия и артилерийски полк.

Върховен главнокомандващ на Румънската армия е крал Карол I. По време на Руско-турската война (1877 – 1878), след втората атака на Плевен е номинален началник на Западния Руски отряд. Фактически командир последователно са: генерал-лейтенант Николай Криденер, генерал-лейтенант Павел Зотов и генерал от инженерните войски Едуард Тотлебен. Началник на щаба на Румънската армия е полковник Георге Слъничану. Румънската армия е оперативно подчинена на Главнокомандващия на Действуващата Руска армия княз Николай Николаевич. За участие във войната са създадени два Армейски корпуса: 1-ви армейски корпус с командир генерал Лупу и 2-ри армейски корпус с командир генерал Радович.
Редовните части са въоръжени с винтовка Пибоди, а териториалните с винтовка Драйзе. Артилерията е въоръжена с бронзови оръдия, а кавалерията с оръжие от облекчен тип.

## Влизане на Румъния във войната
На 4 / 16 април 1877 г. в Букурещ, румънския Министър на външните работи Когълчиану и руския консул барон Стюард, подписват Руско-Румънска конвенция. С нея се уреждат въпросите относно преминаването на руските части през територията на Румъния за времето на войната, спазването на румънските закони, заплащането на оказваните услуги и придвижването на руските войски. На 22 април / 2 май Османската империя заявява, че счита подписването на конвенцията за декларация за война. На 26 април / 7 май турската артилерия на Видинския османски гарнизон обстрелва румънския град Калафат. Създадено е фактическо състояние на война между Османската империя и Румъния.

## Участие във военните действия

### Трета атака срещу Плевен
С третата атака при Плевен / 26 август – 7 септември / започва румънското участие във войната. 3-та и 4-та пехотна дивизия под общото командване на генерал Александру Чернат са разположени на пътя Плевен – с. Гривица. През първия ден на атаката овладяват траншеи на Гривицките редути. На следващия ден с подкрепата на руски части превземат и задържат редут №1 Канлъ табия. Румънски загуби 3000 убити и ранени офицери и войници.

### Боевете при Гривица след третата атака на Плевен
В продължение на три дена след края на атаката, румънските части отразяват успешно опита на Осман паша да си върне редут №1 Канлъ табия. На 6 / 18 и 7 / 19 септември атакуват, превземат и задържат редут №2 Баштабия. Загуби 929 убити и ранени офицери и войници.

### Блокадата на Плевен
По време на пълната блокада на Плевен, румънските части заемат 1-ви блокаден участък. Началник на участъка е генерал Чернат. На 28 ноември / 10 декември руски части от VI блокаден участък с командир генерал-лейтенант Иван Ганецки отблъскват опита на Осман паша да пробие блокадния пръстен в района на моста на река Вит, където е съсредоточил всичките си сили. Руски и румънски части от своите участъци преминават през изоставените турски позиции, съсредоточават се около мястото на боя и сключват втори пръстен. Западната османска армия капитулира.

### Заключителен етап на войната
По решение на военния съвет на Действуващата Руска армия от 30 ноември / 12 декември 1877 г. на румънските части е възложено конвоирането на пленената Западна османска армия. След изпълнението на заповедта е сформиран Западен Румънски Армейски корпус с командир генерал Хараламба. Общ състав е от 38 000 офицери и войници и 180 оръдия. Определен е да действува в Северозападна България, в направлението Оряхово – Арчар. От средата на декември води настъпателни действия, води боеве при Оряхово и Смърдан и обсажда Видинската крепост. Действията са прекратени на 12 / 24 февруари с подписването на Одринското примирие. Румънските части влизат във Видин и Белоградчик. Румънски жертви 430 убити и ранени офицери и войници.

## Резултати
По силата на мирния договор от Сан-Стефано между Русия и Османската империя, Румъния е призната за независима държава. Отстъпва на Русия Южна Бесарабия. Компенсирана е с получаването на Северна Добруджа. Промените са утвърдени от Берлинския договор между Великите сили и Османската империя.